# Tempo felice
Tempo felice (The Happy Time) è un film del 1952 diretto da Richard Fleischer.

## Trama
Jacques Bonnard, violinista e direttore d'orchestra in un teatro, porta suo figlio quattordicenne Bibi ad assistere allo spettacolo di vaudeville nel giorno del suo quattordicesimo compleanno. Sul palco c'è l'illusionista "il Grande Gaspari" che esegue il classico esperimento della donna tagliata in due. Nel bel mezzo del numero, cerca di rubare un bacio a Mignonette Chappuis, l'assistente che sta tagliando a metà, ma lei si ribella energicamente e, lasciando la scena, viene licenziata. Jacques le offre allora un lavoro come domestica, che lei accetta volentieri. La signora Bonnard la accoglie bene, Bibi è incuriosito da lei e se ne innamora segretamente. Inaspettatamente arriva in casa lo zio Desmond, viaggiatore di commercio e famigerato dongiovanni. Questi comincia a fare una corte spietata a Mignonette e, per vincere le sue resistenze, le mostra la foto di una bella casa che sta per ereditare.
Nel frattempo Peggy, compagna di scuola di Bibi, si ingelosisce per le attenzioni che Bibi rivolge a Mignonette. Quando viene trovato a scuola un disegno licenzioso, Peggy mette nei guai il suo compagno di scuola riferendo falsamente al preside che l'autore è Bibi. Il preside minaccia un severo castigo, ma quando i Bonnard vengono a saperlo, lo obbligano a revocare la punizione anche se con grande difficoltà.
Al ritorno da scuola, scoprono che Mignonette ha lasciato la casa perché si è sentita offesa da Desmond che, oltre ad averle mentito sulla casa in eredità, deve essere entrato di nascosto nella sua camera da letto rubandole un bacio mentre dormiva. Bibi svela il mistero del bacio notturno confessando di essere lui il colpevole. Desmond si rende conto che Mignonette non è come le altre donne, la rintraccia e le chiede di sposarlo. Bibi, maturato dopo la prima esperienza e dopo i consigli di suo padre, dedicherà finalmente le sue attenzioni a Peggy.

## Produzione
Dopo una serie di pellicole a basso costo girate per la RKO Pictures, il regista Richard Fleischer fu notato da Stanley Kramer per il suo lavoro di rifacimento sul film Il suo tipo di donna, realizzato da John Farrow ma bocciato dalla produzione. A seguito del buon successo di Tempo felice, Fleischer riuscì a strappare un contratto prestigioso con Walt Disney per la realizzazione di Ventimila leghe sotto i mari.